# 草野紅壱
草野 紅壱（くさの こういち）は、日本の漫画家。東京都出身。成人向け漫画を長く執筆する。近年は一般向け作品を執筆しており、『お兄ちゃんのことなんかぜんぜん好きじゃないんだからねっ!!』（双葉社『WEBコミックアクション』にて連載）がヒットしテレビアニメ化され話題を集める。『月刊バーズ』『デンシバーズ』（幻冬舎コミックス）にて『純潔戦線』連載。同人サークル「挿し違い団」共同主宰、「紅屋」主宰。

## 作品リスト

### 単行本

#### 一般向け作品
- 『お兄ちゃんのことなんかぜんぜん好きじゃないんだからねっ!!』 （2008年 - 2016年、双葉社、全12巻）
- 『妄想と現実の間で。』 （2014年4月10日発売[3]、少年画報社〈ヤングキングコミックス〉、ISBN 978-4-78595-259-4）
- 『純潔戦線』 （幻冬舎コミックス『月刊バーズ』2016年11月号 - 2018年8月号にて連載、休刊のため『デンシバーズ』に移行、〈バーズコミックス〉、全3巻）
  1. 2017年3月24日発売[4]、ISBN 978-4-344-83945-8
  2. 2018年4月24日発売[5]、ISBN 978-4-344-84212-0
  3. 2018年8月24日発売[6]、ISBN 978-4-344-84281-6
- 『柴田もえぎの放課後男子活動』 （双葉社『毒りんごコミック』2019年 - 2021年連載、〈アクションコミックス〉、全24話）
  1. 2020年8月11日発売[7]、ISBN 978-4-57585-482-4

#### 成人向け作品
1. 『BLOW』 （1999年5月、ヒット出版社〈セラフィンコミックス〉、ISBN 4-89465-073-8）
2. 『SPOON』 （2000年8月発売、ヒット出版社〈セラフィンコミックス〉、ISBN 4-89465-131-9）
3. 『彼女の秘密』 （2001年10月発売、ヒット出版社〈セラフィンコミックス〉、ISBN 4-89465-185-8）
4. 『センチメンタル症候群』 （2002年10月発売、ヒット出版社〈セラフィンコミックス〉、ISBN 4-89465-213-7）
5. 『Kiss Me』 （2003年5月発売、ヒット出版社〈セラフィンコミックス〉、ISBN 4-89465-230-7）
6. 『恋愛コンプレックス』 （2004年3月発売、ヒット出版社〈セラフィンコミックス〉、ISBN 4-89465-266-8）
7. 『思春期エレジー』 （2005年1月発売、ヒット出版社〈セラフィンコミックス〉、ISBN 4-89465-291-9）
8. 『妄想恋愛装置』 （2006年7月発売、ヒット出版社〈セラフィンコミックス〉、ISBN 4-89465-333-8）
9. 『思春期絶対領域』 （2007年8月17日発行[8]、茜新社〈TENMA COMICS〉、ISBN 978-4-87182-933-5）
10. 『恋愛とセックスと僕と彼女』 （2008年4月18日発行[9]、茜新社〈TENMACOMICS RIN〉、ISBN 978-4-87182-981-6）

### 単行本未収録作品
- COMIC RIN（茜新社）
  - 男の子の都合、女の子の事情。（2008年4, 7月号）[10]
    - 再録同人誌として刊行された[11]。
- チャンピオンRED いちご（秋田書店）
  - あばれんぼうWitch（2007年Vol.1、2006年12月）[12]

## 師匠
- うるし原智志